# Karun Airlines
Karun Airlines (anteriormente Iranian Naft Airlines), es una aerolínea con sede en Ahvaz, Irán. Opera servicios de carga y pasajeros programados y charter dentro de Irán y en las regiones vecinas. 
Sus bases principales son el Aeropuerto Internacional de Mehrabad y el Aeropuerto Internacional de Ahvaz, con bases secundarias en el Aeropuerto Internacional de Bandar Abbás, el Aeropuerto Internacional de Shiraz y el Aeropuerto Internacional de Isfahán.

## Historia
La aerolínea se estableció e inició operaciones en 1992. En 2004 se renombró como Iranian Naft Airline, siendo propiedad y estando operada por la Organización de Retiro de National Iranian Oil Company y tiene más de 600 empleados.
En septiembre de 2017, se anunció que la aerolínea se renombraría Karun Airlines.

## Destinos
| Países | Destinos     | Aeropuertos                              | Notas          |
| ------ | ------------ | ---------------------------------------- | -------------- |
| EAU    | Dubái        | Aeropuerto Internacional de Dubái        |                |
| Irán   | Abadán       | Aeropuerto de Abadán                     |                |
| Irán   | Ahvaz        | Aeropuerto Internacional de Ahvaz        | Hub principal  |
| Irán   | Bandar Abbás | Aeropuerto Internacional de Bandar Abbás | Hub secundario |
| Irán   | Bushehr      | Aeropuerto de Bushehr                    |                |
| Irán   | Dezful       | Aeropuerto de Dezful                     |                |
| Irán   | Isfahán      | Aeropuerto Internacional de Isfahán      | Hub secundario |
| Irán   | Jark         | Aeropuerto de Jark                       |                |
| Irán   | Kish         | Aeropuerto Internacional de Kish         |                |
| Irán   | Lamerd       | Aeropuerto de Lamerd                     |                |
| Irán   | Laván        | Aeropuerto de Laván                      |                |
| Irán   | Mashhad      | Aeropuerto Internacional de Mashhad      |                |
| Irán   | Rasht        | Aeropuerto de Rasht                      |                |
| Irán   | Shiraz       | Aeropuerto Internacional de Shiraz       | Hub secundario |
| Irán   | Sirri        | Aeropuerto de Sirri                      |                |
| Irán   | Tabriz       | Aeropuerto Internacional de Tabriz       |                |
| Irán   | Teherán      | Aeropuerto Internacional de Mehrabad     | Hub principal  |
| Irán   | Yazd         | Aeropuerto de Yazd                       |                |
| Kuwait | Kuwait       | Aeropuerto Internacional de Kuwait       |                |
| Omán   | Mascate      | Aeropuerto Internacional de Mascate      |                |

## Flota

### Flota actual
La flota de la Aerolínea consiste en las siguientes aeronaves, con una edad media de 29,8 años (octubre de 2023).
| Aeronaves      | En servicio | Pedidos | Estacionados | Pasajeros (clase única) | Matrículas | Antigüedad | Notas       |
| -------------- | ----------- | ------- | ------------ | ----------------------- | ---------- | ---------- | ----------- |
| Boeing 737-300 | 3           | —       | 1            | 149                     | EP-NFC     | 33,7 años  |             |
| Boeing 737-300 | 3           | —       | 1            | 149                     | EP-JIB     | 27,3 años  |             |
| Boeing 737-300 | 3           | —       | 1            | 149                     | EP-NFB     | 27 años    | Estacionado |
| Boeing 737-300 | 3           | —       | 1            | 149                     | EP-JIA     | 26,5 años  |             |
| Fokker 50      | 1           | —       | 1            | 50                      | EP-OIL     | 34 años    |             |
| Fokker 50      | 1           | —       | 1            | 50                      | EP-PET     | 32,2 años  | Estacionado |
| Fokker 100     | 3           | —       | 1            | 100                     | EP-NFA     | 33 años    | Estacionado |
| Fokker 100     | 3           | —       | 1            | 100                     | EP-OPI     | 31,3 años  |             |
| Fokker 100     | 3           | —       | 1            | 100                     | EP-AWZ     | 30,7 años  |             |
| Fokker 100     | 3           | —       | 1            | 100                     | EP-MIS     | 30,6 años  |             |
| Total          | 7           | —       | 3            |                         |            |            |             |

### Flota histórica
| Aeronaves      | Total | Introducido | Retirado | Matrículas |
| -------------- | ----- | ----------- | -------- | ---------- |
| Boeing 737-500 | 1     | 2016        | 2018     | UR-CPO     |